# Skejby

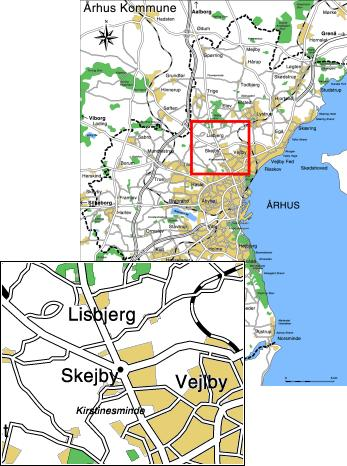
Skejbys placering i Aarhus Kommune.

Skejby är en nordlig förort till Århus.
Arkeologiska utgrävningar i området har visat, att det har varit bebyggt sedan början av järnåldern, dvs. ca. år 500 f.Kr.
Den ursprungliga byn ligger vid Randersvej, ca. 5 km norr om Århus Midtby. Skejbys bebyggelse är idag totalt sammanvuxen med Århus.
Öster om Randersvej har det uppstått ett nytt bostadskvarter. Väster om Randersvej ligger ett arbetsplatsområde, som bland annat hyser Rambøll, IBM, TDC Hosting, UNI-C, DR Jylland (tidigare Provinsenheden), medan TV 2/Østjylland är beläget öster om Randersvej. Vestas har huvudsäte lite mer norrut, väster om Randersvej.
Högskolan VIA University College har huvudsäte i Skejby, och tillsammans med huvudsätet ligger bl.a. ergoterapeututbildningen i Århus.
I Skejby ligger också landets tredje största sjukhus, Århus Universitetshospital Skejby, som invigdes 1987.
Skejby har många faciliteter, som skolor, förskolor, idrottsanläggningar och ett köpcentrum, Skejby Centret. Där ligger också ett shoppingområde med särskilt platskrävande butiker öster om Randersvej; här ligger Ikea, ILVA, och Silvan.